# Paul Piaget (acteur)
Ne doit pas être confondu avec Paul Piaget.
Paul Piaget Ducurroy, né à Jerez de la Frontera le 5 septembre 1934, mort à Madrid en 1985, est un acteur espagnol.

## Biographie
Paul commence sa carrière au cinéma comme doublure de Charlton Heston dans le film Le Cid (1961). Il a joué dans une douzaine de films, se spécialisant dans les westerns.
Sa fille est Cristina Piaget, mannequin et actrice,.

## Filmographie
- 1959 : El día de los enamorados de Fernando Palacios : livreur
- 1962 : Zorro le vengeur (La venganza del Zorro) de Joaquín Luis Romero Marchent : Charlie
- 1962 : L'Ombre de Zorro (L'ombra di Zorro) de Joaquín Luis Romero Marchent : Dan
- 1963 : Trois Cavaliers noirs (Tres hombres buenos) de Joaquín Luis Romero Marchent : João Silveira
- 1964 : Quatre Balles pour Joë (Cuatro balazos) d'Agustín Navarro : Frank Dalton
- 1964 : L'Ange noir du Mississippi (Bienvenido, padre Murray) de Ramón Torrado : cowboy
- 1964 : Sept du Texas (Antes llega la muerte) de Joaquín Luis Romero Marchent : Bob Carey
- 1965 : À l'assaut du fort Texan (Gli eroi di Fort Worth) d'Alberto De Martino : Major Sam Allison